# Nicolas Perrot d'Ablancourt
Nicolas Perrot d'Ablancourt (Châlons-en-Champagne, 5 aprile 1606 – Parigi, 17 novembre 1664) è stato un traduttore e scrittore francese, membro dell'Académie française dal 1637 al 1664.

## Biografia
Nacque in una cittadina della Marna da una famiglia che si era convertita al Protestantesimo. Il padre Paul Perrot si era convertito durante i suoi studi a Oxford, mentre la madre, Anne des Forges, era la figlia di un protestante. Studiò a Sedan, e nel 1634 si trasferì a Leida e in seguito partì per l'Inghilterra; tornato in patria, entrò a far parte dell'Académie française il 23 settembre 1637, sostituendo Paul Hay du Chastelet.
La sua opera traduttiva si concentrò prevalentemente sui classici, e incluse testi di Giulio Cesare, Cicerone, Omero, Luciano di Samosata, Plutarco e Tucidide. Oltre alla letteratura dell'Antica Grecia e dell'Antica Roma, lavorò alla trasposizione in lingua francese di opere provenienti dalla Spagna, come, per esempio, la Descripción general de África di Luis del Mármol Carvajal.
La caratteristica delle traduzioni di Perrot d'Ablancourt fu l'ingente modifica del testo originale in favore della maggior eleganza e scorrevolezza in francese; ciò originò un commento da parte di Gilles Ménage, che nel 1654 le paragonò a una donna «bella ma infedele» («belle mais infidèle»). Anche Voltaire e Christiaan Huygens utilizzarono le stesse parole, e l'espressione si diffuse, definendo così qualsiasi traduzione che avesse tali caratteristiche. Nel 1661 Perrot d'Ablancourt fu maestro di Louis Dufour, e rimase nel Seggio 20 dell'Académie fino alla sua morte, avvenuta nel 1664. Al suo posto fu eletto Roger de Bussy-Rabutin.